# Eucosmophora eclampsis
Eucosmophora eclampsis är en fjärilsart som först beskrevs av John Hartley Durrant 1914.  Eucosmophora eclampsis ingår i släktet Eucosmophora och familjen styltmalar.
Artens utbredningsområde är Panama. Inga underarter finns listade i Catalogue of Life.